# Phalloniscus barbouri
Phalloniscus barbouri är en kräftdjursart som först beskrevs av Van Name 1926.  Phalloniscus barbouri ingår i släktet Phalloniscus och familjen Dubioniscidae. Inga underarter finns listade i Catalogue of Life.